# مقاطعة وارين (إنديانا)
مقاطعة وارين (بالإنجليزية: Warren County, Indiana)‏ هي إحدى مقاطعات ولاية إنديانا في الولايات المتحدة. تأسست سنة 1827، بلغ عدد سكانها 8508 نسمة في عام 2010 حسب إحصاء مكتب تعداد الولايات المتحدة وتصل الكثافة السكانية فيها 9 نسمة/كم2.

## وصلات خارجية
- www.in.gov/mylocal/warren_county.html
- United States Counties